# Batalla de Santander
La batalla de Santander foren el conjunt d'operacions militars dutes a terme durant la Guerra Civil espanyola entre el 14 d'agost i l'1 de setembre de 1937 a la província de Santander i que culminarien amb la seva ocupació per l'exèrcit revoltat contra la Segona República Espanyola.

## Antecedents
El mes de juliol de 1937 el Govern de la República va ordenar una ofensiva sobre Brunete, com a maniobra de divisió que descongestionés Madrid i contingués l'avanç de l'exèrcit nacional en el Nord, en aquells moments, a les portes de la província de Santander. La batalla de Brunete va acabar al final de juliol i el general Francisco Franco, desitjós d'acabar amb el front del Nord, va recuperar les unitats que havia desplaçat a les operacions del centre. L'ofensiva era immminent. El 6 d'agost, un decret creava a Santander la Junta Delegada del Govern del Nord, presidida pel general Mariano Gamir Ulibarri, màxim responsable militar, i composta per un representant dels Governs d'Euskadi, Astúries i Santander. Els generals Francisco Llano de la Encomienda i Toribio Martínez Cabrera, desacreditats, van ser enviats a la zona central i Gamir va quedar com cap suprem del Front Nord republicà. Es tractava, doncs, de coordinar les difícils accions de defensa per la manca d'aliments i els atacs aeris regulars sobre la població civil. Tanmateix s'animava, des de la premsa local a una febril tasca de fortificació i, alhora, es procedia a l'evacuació per mar de refugiats bascos amb destinació a França.

## Ordre de batalla
Les condicions físiques i la moral dels atacants era superior al de les forces republicanes, tot i que el camp de batalla es va situar en terreny muntanyenc al localitzar-se el front en la Serralada Cantàbrica, on els cims més elevats estaven en mans de la República, que tenia avantatges posicionals.
La línia del front recorria des del sud de Reinosa al Puerto del Escudo, dibuixant una borsa entre Barruelo de Santullán, Aguilar de Campoo i Soncillo, que constituí l'avançada republicana sobre la meseta castellana i on es concentrava el gruix de les tropes de l'Exèrcit Popular de la República. A la llarga, aquesta borsa, amb problemes de proveïment i de difícil defensa, es convertiria en una ratera.

### L'exèrcit Popular
La defensa republicana del territori es va confiar als 80.000 homes englobats en quatre cossos d'exèrcit: el XIV Cos de l'Exèrcit Popular Republicà comandat pel coronel Adolfo Prada Vaquero i format pel que quedava de l'Eusko Gudarostea, el XV comandat pel coronel José García Vayas i format per tropa càntabra i, en menor mesura, els XVI i XVII, formats per asturians.
Donant suport a la infanteria, els republicans comptaven amb 50 bateries artilleres, 33 caces i bombarders i 11 avions de reconeixement. Únicament 18 caces, facilitats pels russos podien presentar batalla als nacionals, ja que la resta dels aparells eren lents i antics.

### Forces revoltades
Les forces revoltades eren uns 90.000 homes comandats pel general Fidel Dávila Arrondo, responsable de l'Exèrcit del Nord després de la mort del general Emilio Mola, constaven de sis brigades d'infanteria de Navarra a les ordres del general José Solchaga i manades pels coronels Rafael García Valiño, Rafael Latorre Roca, Miguel Abriat, Camilo Alonso Vega, Juán Bautista Sánchez Gonzalez, i dues brigades castellanes.
Els revoltats comptaren amb el suport de tres divisions i una brigada del Corpo Truppe Volontarie italià, amb un total de 25.000 soldats italians i un important suport d'artilleria i 70 moderns avions alemanys de la Legió Còndor, 80 avions italians i 70 aparells espanyols, juntament amb una flotilla d'hidroavions.

## L'ofensiva
- El 14 d'agost de 1937 els franquistes van iniciar l'atac a la fàbrica d'armament Constructora Naval de Reinosa i el nus ferroviari de Mataporquera, atacant la 1a Brigada Navarra entre el Pico Valdecebollas i Cuesta Labra. La fita era amenaçar la principal arteria de comunicació de l'enemic deixant en situació crítica les tropes republicanes que es trobaven al sud de la serralada Cantàbrica. En el primer dia de l'ofensiva les brigades navarreses van trencar la línia del front sud republicà, molt castigada pels bombardejos aeris.

- El dia 15, les tropes franquistes avancen pel sector de Barruelo de Santullán fins a Peña Rubia, Salcedillo, Matalejos i Reinosilla, trobant una forta resistència al Portillo de Suano. El general Gamir Ulibarri planifica una desesperada defensa en la línia nord de Peña Astía - Peña Rubia - Peña Labra. Sis mil soldats republicans queden rodejats a la borsa de Reinosa.

- L'endemà, dia 16, la IV Brigada de Navarra va aconseguir trencar la resistència de Portillo de Suano avançant i apoderant-se del complex fabril intacte car els obrers es van negar a destruir-lo. Les tropes franquistes entren a Reïnosa al fosquejar el dia. La brigada de García Valiño va prosseguir el seu avanç pel riu Saja. Les tropes italianes van anar paral·lelament per la carretera Corconte - Reinosa davant la retirada de les tropes republicanes per Lanchares vers San Miguel de Aguayo. A la vegada continuaven els atacs al Puerto del Escudo on la División 55 Montañesa de Choque del Tinent Coronel Sanjuán oposava una forta resistència.

- El dia 17, i malgrat l'esforç de fortificació dels republicans, els italians de la Divisió 23 de Marzo van aconseguir conquerir el Port de l'Escudo. Fet crucial car aquest pas de muntanya va fer caure les línies de defensa republicanes: el front havia desaparegut, ja que els 22 batallons republicans van quedar copats. Alhora els italians es van trobar amb les tropes franquistes a la localitat de San Miguel de Aguayo. Amb aquesta ràpida tenalla, les forces franquistes van aconseguir estrangular i destruir la borsa republicana.

Principals línies d'avanç de las tropes franquistes en el front del nord entre març i setembre de 1937.

- A partir d'aquí l'ofensiva va seguir en dues direccions: por un costat, un sud-nord, aprofundint per les quatre valls que obren camí des de la muntanya vers el mar cantàbric (Cabuérniga, Besaya, Pas i Carriedo) amb l'objectiu d'aconseguir la vila de Torrelavega per tallar la retirada cap a Astúries de les tropes republicanes. Per un altre costat, les tropes italianes Flechas Negras[3] obren el front per l'oest avançant per la costa i arribant als rius Asón i Agüera.

- El 18 d'agost, tot el sistema defensiu planejat pel general Gamir Ulibarri estava trencat, sense una línia contínua de defensa perquè l'ofensiva dels nacionals havia desbordat totes les posicions defensives republicanes. Gamir Ulibarri mana totes les tropes de reserva a l'avantguarda i sol·licita al XIV Cos de l'exèrcit l'enviament urgent de dues brigades basques des de Carranza a Ramales de la Victoria. Aquell dia les tropes navarres ocupen Santiurde i els italians arriben fins a San Pedro del Romeral i San Miguel de Luena.

- El 19 d'agost, les tropes franquistes avancen per Cabuérniga, Bárcena de Pie de Concha a la vall del Besaya, Entrambasmestas i la vall del Pas obliga a Gamir Ulibarri a dictar rigoroses ordres per resistir. Tanmateix, els nacionals van aconseguir traspassar la tercera línia de defensa republicana. Així doncs no hi ha cap altra solució que replegar-se a la ciutat de Santander.

- El dia 20, el XVII Cos de l'exèrcit va situar una brigada a Torrelavega i la 48 Divisió basca sol·licitada pel comandament de l'exèrcit del nord es va disposar a Puente Viesgo, per defensar les comunicacions amb Principat Villacarriedo mentre que les brigades navarreses ho fan cap a Torrelavega i Cabezón de la Sal.

- El dia 22, les tropes franquistes ja eren a pocs quilòmetres de Torrelavega i de Puente Viesgo. Ocupen Selaya, Villacarriedo, Ontaneda i Las Fraguas. El XIV Cos de l'exèrcit republicà es prepara per cobrir la línia defensiva del riu Asón amb el propòsit de defensar la ciutat de Santander, mentre que la resta de tropes intenten salvaguardar les comunicacions amb Astúries. Com la situació és crítica, a la tarda es reuneix la Junta Delegada del Govern republicà amb la finalitat d'estudiar les dues alternatives possibles: la retirada de l'exèrcit cap a Astúries, o bé realitzar un replegament cap a la ciutat de Santander per resistir-hi durant 72 hores més mentre s'espera la maniobra de distracció promesa pel ministre de la guerra, Indalecio Prieto, que se desencadenaria a partir del dia 24 d'agost en el front d'Aragó (Batalla de Belchite). Es va optar per aquesta última alternativa.

- El dia 23, les brigades navarres assoleixen la vall de Mazcuerras, arriben a la carretera de la costa i al ferrocarril d'Astúries i ocupen el vèrtex d'Ibio. Mentre les tropes italianes entren en contacte amb l'enemic en els passos que defensen Puente Viesgo. Davant la retirada general i caòtica republicana, es dona l'ordre de perseguir-los sense perdre el contacte amb l'enemic. Les tropes armades basques comencen a retirar-se en direcció a Santoña, a 30 km a l'est de la capital càntabra. El govern basc desisteix de continuar el combat tan lluny del País Basc, i posa les seves esperances en les negociacions per la seva rendició que s'estaven duent a terme amb el govern italià a Roma.

- El dia 24 el comandament republicà renuncia a la defensa de la capital càntabra i Gamir Ulibarri ordena l'evacuació general cap a Astúries, encara en mans republicaeas. Tropes franquistes ocupen Torrelavega, i a les 18:00 tallen la de Barreda; amb aquesta acció van restar tallades les comunicacions terrestres amb Astúries. Les tropes republicanes es trobaven rodejades i la deserció i fugida dels seus comandaments polítics i militars és generalitzada, mentre unitats militars senceres es troben sense superiors. Aquell mateix dia el comandant de la Divisió 54, Eloy Fernández Navamuel, surt en avió direcció a França. En el front oriental els batallons bascos, que s'han anat concentrant a Santoña, envien emissaris a les forces italianes que marxaven per la costa i inicien unes confuses negociacions que acaben en un pacte de rendició amb condicions al poble de Guriezo. Aquest acord, que posteriorment es va conèixer com el Pacte de Santoña, no va portar-se a terme en assabentar-se el general Dávila.

- El dia 25, el general Gamir Ulibarri i bona part del seu estat major, l'assessor rus el general Vladimir Gorev i alguns polítics, com el president d'Euskadi, José Antonio Aguirre, abandonen Santander a bord d'un submarí, es dirigeixen a Gijón i estableixen posteriorment el seu quarter general a Ribadesella, ordenant que l'organització d'una línia defensiva en el riu Deva amb les restes de les tropes de Galán i de la Divisió Ibarrola. Les tropes republicanes que encara restaven a Santander es rendeixen.

- El dia 26 d'agost de 1937, soldats de la IV Brigada de Navarra i de la Divisió Littorio entren a la capital. A Santander, les tropes nacionals fan 17.000 presoners, molts seran afusellats de forma immediata. Les persones més compromeses amb la República van viure 48 hores dramàtiques esperant trobar una plaça en algun dels vaixells que anaven cap a Astúries o França, alhora que tenien l'esperança de no ser interceptats per l'armada franquista que ja controlava la mar cantàbrica. Tots aquells que no van poder escapar els esperava un futur incert, amb innumerables citacions sumaríssimes davant dels tribunals militars.[4]

- El dia 31 d'agost les restes de l'exèrcit republicà en retirada cap a Astúries, suposadament, incendien i dinamiten Potes.

- En els dies posteriors, les accions del bàndol nacional s'encaminaran a reconèixer i ocupar la resta del territori càntabre,. Quedant pràcticament finalitzades les operacions estrictament militars el dia 1 de setembre de 1937 amb l'ocupació d'Unquera, a la desembocadura del riu Deva. Només restaven per conquerir les valls de Tudanca i Liébana, que s'ocuparien en el proper avanç cap a Astúries.

## Conseqüències
Amb la caiguda de Bilbao i del seu Cinturó de Ferro primer i posteriorment Santander, el Front Nord va quedar constituït només per l'Astúries lleial a la República. Els batallons de milicians asturians portarien a terme una defensa desesperada en una sèrie de sagnants batalles durant gairebé dos mesos, fins que els fronts, per desgast i falta de municions, queviures i l'absència total d'aviació, es van veure col·lapsats, donant per finalitzada la campanya del Nord el 21 d'octubre de 1937 amb la presa per les tropes nacionals de Gijón i Avilés.
La desaparició del Front Nord va suposar per al bàndol nacional haver desnivellat la balança de la guerra clarament al seu favor. Els principals factors de la derrota republicana van ser els següents: 
- la superioritat tàctica del bàndol nacional, amb un ampli ús de l'artilleria i l'aviació estrangera,
- la falta de comandaments professionals entre les unitats republicanes,
- la desmoralització dels defensors, en contraposició amb l'elevada moral dels atacants,
- i, finalment, les massives sedicions dins del bàndol republicà.

El desastre per a aquest últim va ser total. De les 12 brigades basques quedaven dues amb vuit batallons. L'exèrcit de Santander tenia 12 brigades i van quedar dues amb sis batallons. L'exèrcit asturià va enviar 27 batallons i només en mantindria 14. En cap altre escenari de la guerra civil les tropes de Franco van aconseguir un èxit militar tan rotund com en la campanya de Santander. Seixanta mil soldats republicans van ser fets presoners i les pèrdues humanes i materials van ser considerables.